# Curva de Agnesi
|                        |
|                        |
| Generación de la curva |

En matemáticas, particularmente en el cálculo y en geometría analítica, la curva de Agnesi ([aɲˈɲeːzi]), también llamada impropiamente bruja de Agnesi, es conocida así por la matemática italiana Maria Gaetana Agnesi.
Se trata de una curva abierta que se construye de la forma siguiente:
A partir de una circunferencia, y un punto cualquiera O de la circunferencia, siendo T el punto diametralmente opuesto a O. Para cualquier otro punto A de la circunferencia, la prolongación de la línea secante OA corta a la perpendicular a OT que pasa por T en B. La línea paralela a OT que pasa por B, y la línea perpendicular a OT que pasa por A se cortan en P. Tomando como variable el punto A, se define el conjunto de puntos P pertenecientes a la curva buscada, la bruja de Agnesi.
La asíntota de esta curva es la línea tangente a la circunferencia que pasa por el punto O.

## Historia
Esta curva fue estudiada por Pierre de Fermat en 1630, por Luigi Guido Grandi en 1703 y por Maria Gaetana Agnesi en 1748.
Grandi llamó a la curva versoria, del latín vertere, que significa virar o girar; versiera en italiano es un término naval que identifica el cabo o cuerda que hace girar la vela. María Gaetana Agnesi se refirió a esta curva como la versiera, añadiéndole el artículo femenino la; de esta manera, la versiera di Agnesi significa la curva de Agnesi.
Los estudios de Agnesi sobre esta curva fueron traducidos al inglés por el profesor de la Universidad de Cambridge John Colson, quien al tener escaso conocimiento del italiano confundió versiera con avversiera, que en italiano significa 'diablesa', 'demonia'. Por eso tradujo el término al inglés como witch (hechicera, bruja), y esta anécdota ha hecho que haya quien guste de llamar "bruja" a esta curva.  En otros idiomas se habla de loci (en latín, 'lugares' geométricos) de Agnesi. En italiano se denomina versiera, como debe ser.

## Ecuaciones
La curva de Agnesi puede representarse analíticamente como función en el plano xy, tanto en su forma cartesiana y= f(x) como paramétricamente: x= f(t), y= g(t). 

### Ecuación cartesiana
Para deducir la fórmula cartesiana, se va a tomar el punto O como origen de coordenadas, se localiza T en el lado positivo del eje y, y como radio de la circunferencia se fija el valor a.
Según la figura, se tienen las siguientes ecuaciones, por la definición de tangente en el triángulo OAE rectángulo en E y el triángulo OBD rectángulo en D, semejantes entre sí:
{\displaystyle \tan \alpha ={\cfrac {\overline {AE}}{\overline {EO}}}={\cfrac {\overline {BD}}{\overline {DO}}}}
El triángulo ACF es rectángulo en F, y por el teorema de Pitágoras, se tiene que
{\displaystyle {({\overline {AC}})}^{2}={({\overline {AF}})}^{2}+{({\overline {CF}})}^{2}}
Se pueden ver también las siguientes igualdades:
{\displaystyle \left\{{\begin{array}{rcl}{\overline {CO}}&=&{\overline {CF}}+{\overline {FO}}\\{\overline {FO}}&=&{\overline {AE}}\\{\overline {BD}}&=&2\cdot {\overline {CO}}\\{\overline {AF}}&=&{\overline {EO}}\\{\overline {AC}}&=&{\overline {CO}}=a\\{\overline {AE}}&=&{\overline {PD}}=y\\{\overline {DO}}&=&x\\\end{array}}\right.}
que se puede resumir en las relaciones:
{\displaystyle \left\{{\begin{array}{l}\tan \alpha ={\cfrac {y}{\overline {EO}}}={\cfrac {2a}{x}}\\\left.{\begin{array}{l}a^{2}={({\overline {EO}})}^{2}+{({\overline {CF}})}^{2}\\a={\overline {CF}}+y\end{array}}\right\}\rightarrow {({\overline {EO}})}^{2}=y\;(2a-y)\end{array}}\right.}
Partiendo de las ecuaciones, se deduce que:
{\displaystyle \left.{\begin{array}{l}{\cfrac {y}{\overline {EO}}}={\cfrac {2a}{x}}\\{({\overline {EO}})}^{2}=y\;(2a-y)\end{array}}\right\}\rightarrow {\cfrac {y}{\sqrt {y\;(2a-y)}}}={\cfrac {2a}{x}}}
Elevando la ecuación al cuadrado se obtiene:
{\displaystyle {\cfrac {y^{2}}{y\;(2a-y)}}={\cfrac {4a^{2}}{x^{2}}}\rightarrow {\cfrac {y}{2a-y}}={\cfrac {4a^{2}}{x^{2}}}\rightarrow {\cfrac {2a-y}{y}}={\cfrac {x^{2}}{4a^{2}}}\rightarrow {\cfrac {2a}{y}}-1={\cfrac {x^{2}}{4a^{2}}}}
Y operando las expresiones anteriores, se llega a:
{\displaystyle {\cfrac {2a}{y}}={\cfrac {x^{2}}{4a^{2}}}+1\rightarrow {\cfrac {2a}{y}}={\cfrac {x^{2}}{4a^{2}}}+{\cfrac {4a^{2}}{4a^{2}}}\rightarrow {\cfrac {2a}{y}}={\cfrac {x^{2}+4a^{2}}{4a^{2}}}}
Invirtiendo la fracción y simplificando, se obtiene como resultado:
{\displaystyle {\cfrac {y}{2a}}={\cfrac {4a^{2}}{x^{2}+4a^{2}}}\rightarrow y={\cfrac {8a^{3}}{x^{2}+4a^{2}}}}
Entonces, la curva tiene por ecuación cartesiana:
{\displaystyle y={\frac {8a^{3}}{x^{2}+4a^{2}}}}
Nota: si se toma a a=1/2, entonces la ecuación adopta una forma muy sencilla:
{\displaystyle y={\frac {1}{x^{2}+1}}.}

### Ecuación paramétrica
Paramétricamente, si {\displaystyle \alpha \,} es el ángulo entre OD y OB, o lo que es lo mismo entre OE y OA, medido en sentido trigonométrico, entonces la curva se define por las ecuaciones:
Partiendo, al igual que en la ecuación cartesiana, de:
{\displaystyle \left\{{\begin{array}{l}\tan \alpha ={\cfrac {y}{\overline {EO}}}={\cfrac {2a}{x}}\\{({\overline {EO}})}^{2}=y\;(2a-y)\end{array}}\right.}
Primero, se despeja la x respecto de {\displaystyle \alpha \,}:
{\displaystyle \tan \alpha ={\cfrac {2a}{x}}}
Con lo que fácilmente se puede ver, que:
{\displaystyle x={\cfrac {2a}{\tan \alpha }}=2a\cot \alpha }
Ahora, se despeja la y respecto a {\displaystyle \alpha \,}, partiendo de:
{\displaystyle \left.{\begin{array}{l}\tan \alpha ={\cfrac {y}{\overline {EO}}}\\{({\overline {EO}})}^{2}=y\;(2a-y)\end{array}}\right\}\rightarrow \tan \alpha ={\cfrac {y}{\sqrt {y\;(2a-y)}}}}
Sabiendo que:
{\displaystyle \tan \alpha ={\cfrac {\sin \alpha }{\cos \alpha }}}
se obtien:
{\displaystyle {\cfrac {\sin \alpha }{\cos \alpha }}={\cfrac {y}{\sqrt {y\;(2a-y)}}}}
Elevando esta expresión al cuadrado, resulta:
{\displaystyle {\cfrac {\sin ^{2}\alpha }{\cos ^{2}\alpha }}={\cfrac {y^{2}}{y\;(2a-y)}}\rightarrow {\cfrac {\sin ^{2}\alpha }{\cos ^{2}\alpha }}={\cfrac {y}{2a-y}}\rightarrow {\cfrac {\cos ^{2}\alpha }{\sin ^{2}\alpha }}={\cfrac {2a-y}{y}}\rightarrow {\cfrac {\cos ^{2}\alpha }{\sin ^{2}\alpha }}={\cfrac {2a}{y}}-1}
Operando con la expresión:
{\displaystyle {\cfrac {2a}{y}}={\cfrac {\cos ^{2}\alpha }{\sin ^{2}\alpha }}+1\rightarrow {\cfrac {2a}{y}}={\cfrac {\cos ^{2}\alpha }{\sin ^{2}\alpha }}+{\cfrac {\sin ^{2}\alpha }{\sin ^{2}\alpha }}\rightarrow {\cfrac {2a}{y}}={\cfrac {\cos ^{2}\alpha +\sin ^{2}\alpha }{\sin ^{2}\alpha }}}
Sabiendo que:
{\displaystyle 1=\sin ^{2}\alpha +\cos ^{2}\alpha \,}
se obtiene:
{\displaystyle {\cfrac {2a}{y}}={\cfrac {1}{\sin ^{2}\alpha }}\rightarrow {\cfrac {y}{2a}}=\sin ^{2}\alpha \rightarrow y=2a\sin ^{2}\alpha }
{\displaystyle x=2a\cot \alpha \,}
{\displaystyle y=2a\sin ^{2}\alpha \,}
Estas ecuaciones dependen del ángulo {\displaystyle \alpha \,} y de la correspondiente función trigonométrica. También existe una forma paramétrica más sencilla, eliminando las funciones trigonométricas.
Se parte de las ecuaciones:
{\displaystyle x={\cfrac {2a}{\tan \alpha }}}
{\displaystyle y=2a\sin ^{2}\alpha \,}
y sabiendo que:
{\displaystyle \tan \alpha ={\cfrac {\sin \alpha }{\cos \alpha }}}
se toma el inverso:
{\displaystyle {\cfrac {1}{\tan \alpha }}={\cfrac {\cos \alpha }{\sin \alpha }}}
por la relación del coseno respecto al seno:
{\displaystyle {\cfrac {1}{\tan \alpha }}={\cfrac {\sqrt {1-\sin ^{2}\alpha }}{\sin \alpha }}}
aplicando la raíz al denominador:
{\displaystyle {\cfrac {1}{\tan \alpha }}={\sqrt {\cfrac {1-\sin ^{2}\alpha }{\sin ^{2}\alpha }}}}
operando la fracción:
{\displaystyle {\cfrac {1}{\tan \alpha }}={\sqrt {{\cfrac {1}{\sin ^{2}\alpha }}-1}}}
y si se denomina t a:
{\displaystyle t={\cfrac {1}{\tan \alpha }}}
se tiene que:
{\displaystyle t={\sqrt {{\cfrac {1}{\sin ^{2}\alpha }}-1}}}
eliminando la raíz:
{\displaystyle t^{2}={\cfrac {1}{\sin ^{2}\alpha }}-1}
operando:
{\displaystyle t^{2}+1={\cfrac {1}{\sin ^{2}\alpha }}}
lo que resulta:
{\displaystyle \sin ^{2}\alpha ={\cfrac {1}{t^{2}+1}}}
Con estos resultados y las ecuaciones originales, se obtiene:
{\displaystyle \left.{\begin{array}{l}x={\cfrac {2a}{\tan \alpha }}\\\\y=2a\sin ^{2}\alpha \\{\cfrac {1}{\tan \alpha }}=t\\\sin ^{2}\alpha ={\cfrac {1}{t^{2}+1}}\end{array}}\right\}\longrightarrow \left\{{\begin{array}{l}x={2a}t\\y={\cfrac {2a}{t^{2}+1}}\end{array}}\right.}
Con lo que las ecuaciones paramétricas toman la forma:
{\displaystyle x={2a}t\,}
{\displaystyle y={\cfrac {2a}{t^{2}+1}}\,}
donde t es un parámetro real. El signo de t es el mismo que el de x, así si t es negativo x será negativo, y si t es positivo x será también positivo. Independientemente del valor de t, y siempre tomará valores positivos, para t igual a cero, x valdrá cero é y valdrá 2a.
Cuando t tiende a infinito, x también tiende a infinito é y se hace cero.

## Representación gráfica
La curva bruja de Agnesi está definida por la función:
{\displaystyle y={\frac {8a^{3}}{x^{2}+4a^{2}}}}
en el plano cartesiano xy, y donde el parámetro a es el radio de la circunferencia. También puede representarse según el parámetro d, diámetro de la circunferencia, donde d= 2a:
{\displaystyle y={\frac {8a^{3}}{x^{2}+4a^{2}}}\rightarrow \quad y={\frac {2^{3}a^{3}}{x^{2}+2^{2}a^{2}}}\rightarrow \quad y={\frac {(2a)^{3}}{x^{2}+(2a)^{2}}}\rightarrow \quad y={\frac {d^{3}}{x^{2}+d^{2}}}}
Estas dos expresiones son equivalentes, siendo la expresada según el diámetro d, más sencilla al carecer de coeficientes. Las dos se pueden ver al consultar bibliografía, y tienen por representación gráfica:

### Estudio de la función
Para estudiar la función de la curva  versiera de Agnesi, aquí se toma su expresión cartesiana explícita:
{\displaystyle y={\frac {d^{3}}{x^{2}+d^{2}}}}
donde d es el diámetro de la circunferencia. Se pueden ver las siguientes propiedades:
- Está definida para todos los valores de x reales:

{\displaystyle \forall x\in \mathbb {R} :\quad \exists y\in \mathbb {R} \quad /\quad y={\frac {d^{3}}{x^{2}+d^{2}}}}
- Es una función par, simétrica respecto al eje y:

{\displaystyle \forall x\in \mathbb {R} :\quad f(x)=f(-x)\,}
esto es:
{\displaystyle f(-x)={\frac {d^{3}}{(-x)^{2}+d^{2}}}={\frac {d^{3}}{x^{2}+d^{2}}}=f(x)}
- Tiene por asíntota horizontal: y = 0

cuando x tiende a infinito la función se hace cero:
{\displaystyle {\underset {x\to +\infty }{L{\acute {\imath }}m}}\;{\frac {d^{3}}{x^{2}+d^{2}}}=0}
y cuando x tiende a menos infinito también se hace cero:
{\displaystyle {\underset {x\to -\infty }{L{\acute {\imath }}m}}\;{\frac {d^{3}}{x^{2}+d^{2}}}=0}

#### Derivada primera de la función
Partiendo de la función, se calcula su derivada:
{\displaystyle {\cfrac {dy}{dx}}\;{\frac {d^{3}}{x^{2}+d^{2}}}={\cfrac {-2d^{3}x}{(x^{2}+d^{2})^{2}}}}
Esta derivada solo vale cero cuando x vale cero, por lo tanto puede presentar un extremo relativo para x = 0.

#### Derivada segunda de la función
Derivando nuevamente se obtiene la segunda derivada de la función:
{\displaystyle {\cfrac {d^{2}y}{dx^{2}}}\;{\frac {d^{3}}{x^{2}+d^{2}}}={\cfrac {dy}{dx}}\;{\cfrac {-2d^{3}x}{(x^{2}+d^{2})^{2}}}={\cfrac {2d^{3}(3x^{2}-d^{2})}{(x^{2}+d^{2})^{3}}}}
La segunda derivada valdrá cero cuando:
{\displaystyle 3x^{2}-d^{2}=0\;}
Esto es:
{\displaystyle 3x^{2}=d^{2}\;}
despejando la x, se obtiene:
{\displaystyle x^{2}={\frac {d^{2}}{3}}\;}
Lo que resulta:
{\displaystyle x=\pm {\frac {d}{\sqrt {3}}}\;}
Para los valores:
{\displaystyle x_{1}={\frac {d}{\sqrt {3}}}\quad x_{2}=-{\frac {d}{\sqrt {3}}}}
La función presenta puntos de inflexión.
Si se denomina:
{\displaystyle x_{1}={\frac {d}{\sqrt {3}}}}
se puede ver que en el intervalo: {\displaystyle (-\infty ,-x_{1})\;} la función es convexa, en el intervalo {\displaystyle (-x_{1},x_{1})\;} es cóncava y en {\displaystyle (x_{1},\infty )\;}  convexa. Los puntos {\displaystyle -x_{1},x_{1}\;} son puntos de inflexión y para {\displaystyle x=0\;} presenta un máximo.

### Puntos de inflexión
Los puntos de inflexión son

{\displaystyle B,C(\pm {\frac {d}{\sqrt {3}}},{\frac {3d}{4}})}

 y la inclinación de la curva en estos puntos es 

{\displaystyle tg\phi =\mp {\frac {3{\sqrt {3}}}{8}}}

## Propiedades
- La zona comprendida entre la  versiera  y su asíntota es cuatro veces el área del círculo (es decir, {\displaystyle 4\pi a^{2}\,})

- El volumen de la revolución de la  versiera, tomando como eje su asíntota, es {\displaystyle 4\pi 2a^{3}\,}

- El centroide de la curva se encuentra en ({\displaystyle 0,{\frac {a}{2}}}).

## Aplicaciones
La  versiera de Agnesi encuentra aplicación en la descripción física de los fenómenos de resonancia, por ejemplo, un átomo afectado por una radiación monocromática, emite radiación cuya intensidad depende de la frecuencia de la radiación emitida, y la relación entre las dos radiaciones viene dada por la versiera, con el máximo en la longitud de onda de luz incidente.
En estadística, la distribución de Cauchy de una variable aleatoria se expresa mediante una versiera .
Además, la curva de Agnesi es asignada como la derivada de la función arcotangente.